# Journée des mouchoirs
La Journée des mouchoirs est le nom donné à une émeute qui s'est déroulée le 14 octobre 1560 à Angers en prémices des guerres de religion. Il s'inscrit dans la longue suite des troubles locaux qui résultent du soulèvement protestant sous le règne de François II.

## Contexte
Les thèses de Luther arrivent très tôt en Anjou si bien qu'en 1523, les vicaires généraux du diocèse d'Angers menacent les personnes lisant ses écrits, interdiction que renouvelle et renforce l'année suivante l'évêque François de Rohan, menaçant les contrevenants d'excommunication et ordonnant la destruction des ouvrages incriminés.
En Anjou comme dans le reste du royaume, la Réforme protestante gagne les esprits. Cependant, l'affaire des Placards marque au niveau national la fin de la tolérance. Les partisans de la Réforme sont alors condamnés pour hérésie et pour rébellion envers le pouvoir royal. L'Anjou bénéficie d’abord de l’esprit de bienveillance de l'évêque Jean Olivier, mais aux Grands jours d'Angers, session extraordinaire du Parlement de Paris, à l'automne 1539, les premières condamnations sont prises à l'encontre des protestants angevins. La répression se durcit et les bûchers ne tardent pas à suivre, en 1552 à Saumur, en 1556 à Angers. Parallèlement, les réformés, de plus en plus nombreux, parmi lesquels de nombreux nobles et notables, s'organisent : en 1555, l'église calviniste d'Angers est ouverte.

## La journée
C'est dans cette atmosphère tendue que se déroule la Journée des mouchoirs au cours de l'année 1560. Provocations et répressions se multiplient tout au long de cette année. Les trois ordres sont invités à choisir leurs délégués aux États généraux convoqués pour décembre à Orléans.  Le 14 octobre 1560, des élections ont lieu et les protestants l'emportent dans le Tiers-État et dans la Noblesse. Les catholiques protestent et demandent l'annulation des élections. La confrontation tourne à l'émeute et afin de se distinguer entre protagonistes, les réformés Huguenots arborent un mouchoir à leur chapeau. À ce signe de ralliement, les protestants saccagent plusieurs églises.
Le duc de Montpensier, gouverneur de l'Anjou, du Maine et de la Touraine, mis au courant de cette Journée, arrive à Angers accompagné de trois compagnies de soldats. Le 24 octobre 1560, il ordonne aux habitants de déposer les armes. L'évêque d'Angers demande de dénoncer les réformés de la ville et ceux qui avaient pris part à la Journée des mouchoirs. Plusieurs sont arrêtés, les élections sont annulées et des députés catholiques élus.
En 1562, la ville sera prise par les protestants et, en 1572, elle subira le massacre de la Saint-Barthélemy.